# Keikō Tennō
Keikō Tennō (景行天皇?) (7 de noviembre de 60 - †23 de diciembre de 130), fue el duodécimo emperador del Japón según el orden tradicional de sucesión.
No existen datos claros acerca de este emperador y es conocido por los historiadores como un "emperador legendario". Pero esto no implica necesariamente que esta persona no haya existido, sólo porque hay pocas referencias de este.
Su leyenda fue descrita en el Kojiki y el Nihonshoki, pero los relatos varían en estas dos referencias. En el Kojiki, envió a su hijo Yamatotakeru a Kyushu para conquistar las tribus locales. En el Nihonshoki, el mismo emperador fue a la isla y venció a las tribus locales. Según ambas fuentes, él envió a Yamatotakeru a la provincia de Izumo y a las provincias orientales para conquistar el área y expandir el territorio japonés.